# Talpio
Talpio (o Talfio), figlio di Eurito, è un personaggio della mitologia greca. Suo padre era uno dei Molionidi, i fratelli gemelli figli di Attore (l'altro era Cteato), che si opposero ad Eracle e da lui vennero crudelmente uccisi in un'imboscata.

## Mitologia
Rimasto orfano di padre, fu uno dei pretendenti alla mano della giovane Elena figlia di Zeus, la quale andò in moglie a Menelao. Talpio partecipò quindi al giuramento di Tindaro. 

Partecipò con Anfimaco alla guerra di Troia.